# Carnide (Lisboa)
Carnide é uma freguesia portuguesa do município de Lisboa, pertencente à Zona Norte da capital, com 3,69 km² de área e 18 028 habitantes (censo de 2021). A sua densidade populacional é 4 885,6 hab./km².

## Demografia
Nota: Entre 1864 e 1878 pertenceu ao extinto concelho de Belém. Os limites foram fixados pela Lei n.º 56/2012, de 8 de novembro.
A população registada nos censos foi:
| Distribuição da População por Grupos Etários | Distribuição da População por Grupos Etários | Distribuição da População por Grupos Etários | Distribuição da População por Grupos Etários | Distribuição da População por Grupos Etários |
| -------------------------------------------- | -------------------------------------------- | -------------------------------------------- | -------------------------------------------- | -------------------------------------------- |
| Ano                                          | 0-14 Anos                                    | 15-24 Anos                                   | 25-64 Anos                                   | > 65 Anos                                    |
| 2001                                         | 3312                                         | 3038                                         | 10080                                        | 2559                                         |
| 2011                                         | 3774                                         | 2767                                         | 13149                                        | 3626                                         |
| 2021                                         | 2462                                         | 2008                                         | 9289                                         | 4269                                         |

## História
No século I existiam no território que hoje forma a freguesia de Carnide várias explorações agrícolas que garantiam o abastecimento das povoações aí existentes. No século IV começou-se a registar o primeiro aumento de população, isto devido à construção de uma nova igreja, de um convento e de um hospital (o Hospital da Luz, atualmente Colégio Militar). A freguesia terá sido formada em 1279. A fama de ter bons ares, levou a que se fixassem em Carnide alguns nobres, que dinamizaram a economia local. Essa tendência prolongou-se até ao século XVI, altura em que Carnide se tornou aldeia, localizada entre a Igreja de Nossa Senhora da Luz e a Igreja de São Lourenço. A freguesia, no séc. XVIII, era constituída fundamentalmente por dois núcleos construídos, Carnide e Luz.

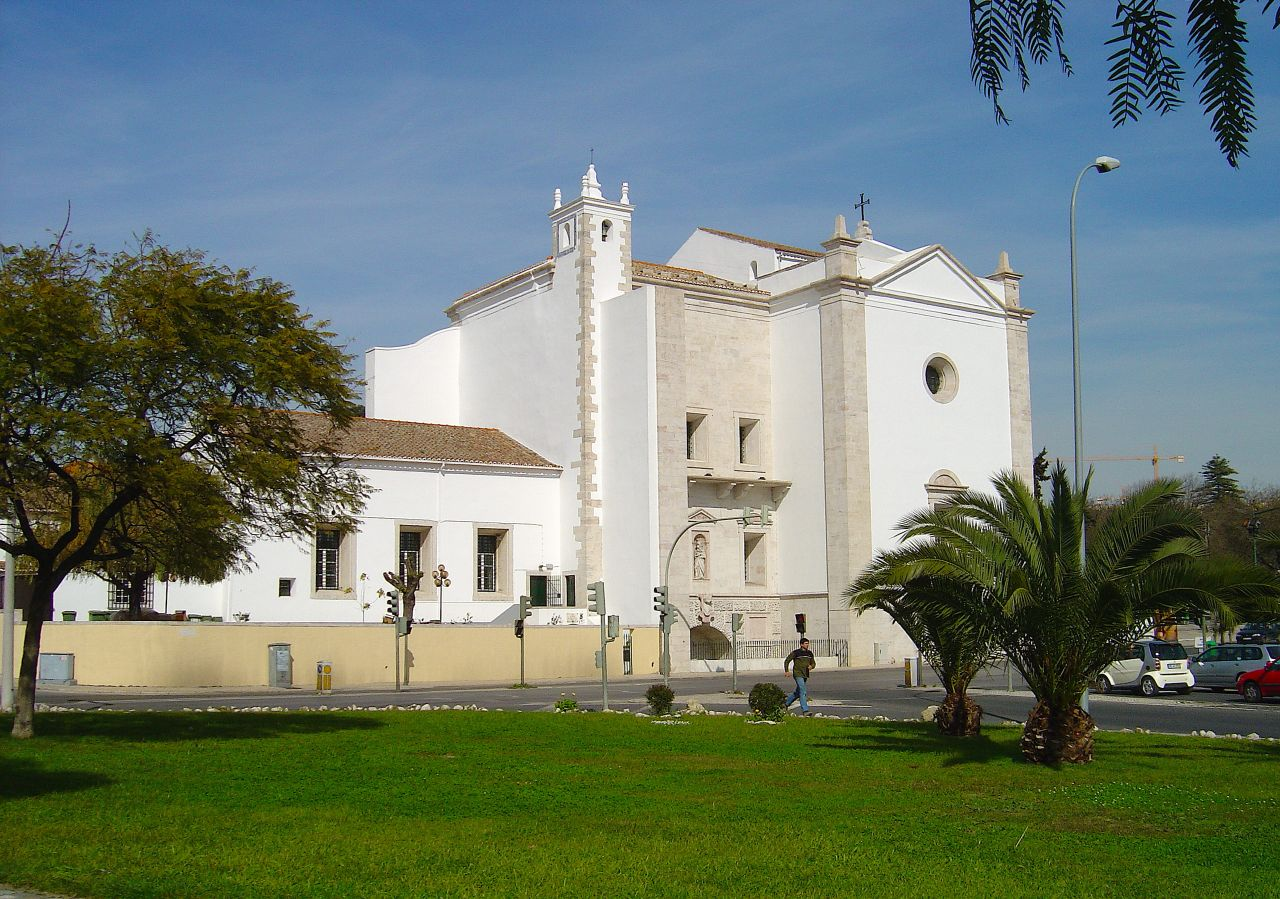
Santuário / Igreja de Nossa Senhora da Luz de Carnide

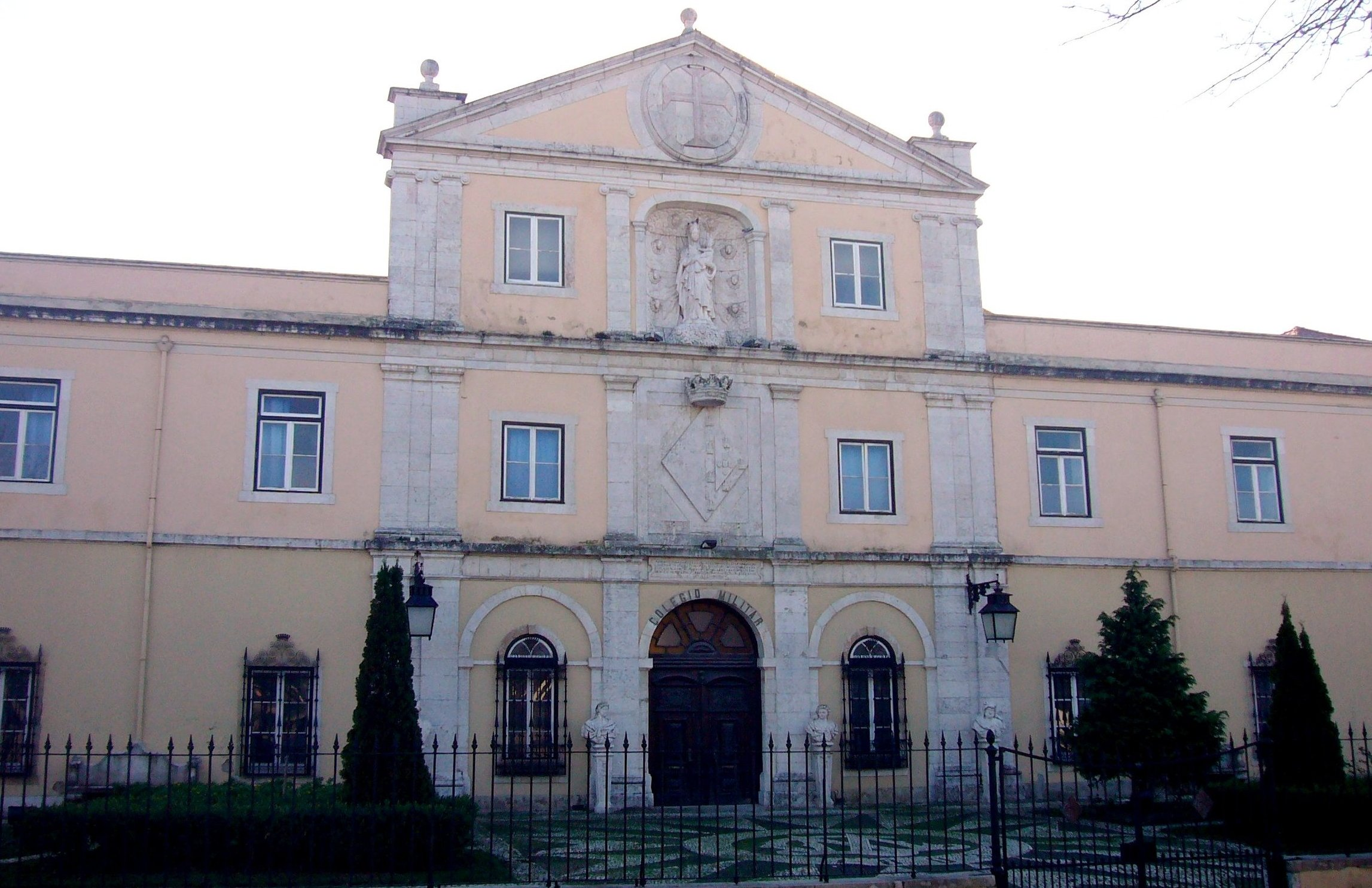
O Colégio Militar em Carnide

A Luz era, no século XVIII, um importante pólo de atracção na freguesia de Carnide. No atual Jardim e Largo da Luz realizavam-se enormes feiras e romarias que traziam ao local muitos visitantes durante os meses de Verão. As procissões e romarias de Nossa Senhora da Luz eram grandes acontecimentos nos quais até a nobreza participava.
Em 1852, a freguesia de Carnide foi integrada no recém criado concelho de Belém. Trinta e três anos mais tarde, em 1885, voltou a fazer parte do concelho de Lisboa. Durante esse período, procederam-se a obras de urbanização no Largo da Luz, e de melhoramento das vias pública da freguesia.
No final do século XIX, a construção de duas fábricas de cerâmica no arredores das povoações, e ainda a instalação de unidades fabris em freguesias vizinhas, dinamizaram a economia e fomentaram a fixação de operários em Carnide. Onde nessa época estava a Quinta dos Inglesesinhos, uma comunidade de frades católicos irlandeses, ergue-se desde 1983 a Escola Secundária de Vergílio Ferreira.
No século XX, os hábitos agrícolas aliados ao êxodo rural deixaram ao abandono muitas quintas. Decorre desse facto o início da urbanização intensa na zona. Carnide sempre fora uma freguesia onde a aristocracia estava misturada como as camadas sociais mais desfavorecidas. Atualmente Carnide tem zonas mais antigas e zonas mais modernas.

## Política

### Lista de Presidentes da Junta
| # | Nome                               | Partido              | Período                                                          |
| - | ---------------------------------- | -------------------- | ---------------------------------------------------------------- |
| 1 | Serafim Eiras                      | PS                   | 1976-1979 (3 anos, 11 meses e 30 dias)                           |
| 2 | Maria Fernanda Antunes (renunciou) | AD (PSD-CDS-PPM)     | 1979-1982* (4 meses e 15 dias)                                   |
| 2 | Manuel da Silva                    | AD (PSD-CDS-PPM)     | 1979-1982 (2 anos, 7 meses e 10 dias)                            |
| 3 | Maria Vilar Diógenes               | PCP                  | 1982-1985 1985-1989 1989-1993 (11 anos e 1 dia)                  |
| 4 | Adão Barata                        | PCP-PS               | 1994-1997 (4 anos e 2 dias)                                      |
| 5 | José Araújo                        | PCP-PS               | 1997-2001 (4 anos e 2 dias)                                      |
| 6 | Paulo Quaresma                     | PCP-PS CDU (PCP-PEV) | 2001-2005 2005-2009 2009-2013 (11 anos, 9 meses e 13 dias)       |
| 7 | Fábio Sousa                        | CDU (PCP-PEV)        | 2013-2017 2017-2021 2021-incumbente (11 anos, 9 meses e 26 dias) |

### Eleições autárquicas

#### Junta de Freguesia
| Data | %                          | M                          | %                          | M                          | %                          | M                          | %                          | M                          | %                          | M                          | %                          | M                          | %                          | M                          | %          | M          | %       | M       | %  | M  | %  | M  | %  | M  |
| Data | PS                         | PS                         | IND                        | IND                        | PPD/PSD                    | PPD/PSD                    | CDS-PP                     | CDS-PP                     | GDUPs                      | GDUPs                      | AD                         | AD                         | APU/CDU                    | APU/CDU                    | PS-PCP-PEV | PS-PCP-PEV | PSD-CDS | PSD-CDS | BE | BE | CH | CH | IL | IL |
| ---- | -------------------------- | -------------------------- | -------------------------- | -------------------------- | -------------------------- | -------------------------- | -------------------------- | -------------------------- | -------------------------- | -------------------------- | -------------------------- | -------------------------- | -------------------------- | -------------------------- | ---------- | ---------- | ------- | ------- | -- | -- | -- | -- | -- | -- |
| 1976 | 39,1                       | 6                          | 16,6                       | 2                          | 12,3                       | 1                          | 12,0                       | 1                          | 10,4                       | 1                          |                            |                            |                            |                            |            |            |         |         |    |    |    |    |    |    |
| 1979 | Resultados não disponíveis | Resultados não disponíveis | Resultados não disponíveis | Resultados não disponíveis | Resultados não disponíveis | Resultados não disponíveis | Resultados não disponíveis | Resultados não disponíveis | Resultados não disponíveis | Resultados não disponíveis | Resultados não disponíveis | Resultados não disponíveis | Resultados não disponíveis | Resultados não disponíveis |            |            |         |         |    |    |    |    |    |    |
| 1982 | 31,1                       | 6                          |                            |                            | AD                         | AD                         | AD                         | AD                         |                            |                            | 29,6                       | 6                          | 34,2                       | 7                          |            |            |         |         |    |    |    |    |    |    |
| 1985 | 18,7                       | 2                          | 33,9                       | 5                          |                            |                            |                            |                            | 42,2                       | 6                          |                            |                            |                            |                            |            |            |         |         |    |    |    |    |    |    |
| 1989 | PS-PCP-PEV                 | PS-PCP-PEV                 | PSD-CDS                    | PSD-CDS                    | PSD-CDS                    | PSD-CDS                    | PS-PCP-PEV                 | PS-PCP-PEV                 | 62,5                       | 9                          | 30,9                       | 4                          |                            |                            |            |            |         |         |    |    |    |    |    |    |
| 1993 | PS-PCP-PEV                 | PS-PCP-PEV                 | 25,5                       | 3                          | 6,9                        | 1                          | PS-PCP-PEV                 | PS-PCP-PEV                 | 61,4                       | 9                          |                            |                            |                            |                            |            |            |         |         |    |    |    |    |    |    |
| 1997 | PS-PCP-PEV                 | PS-PCP-PEV                 | PSD-CDS                    | PSD-CDS                    | PSD-CDS                    | PSD-CDS                    | PS-PCP-PEV                 | PS-PCP-PEV                 | 59,3                       | 8                          | 34,3                       | 5                          |                            |                            |            |            |         |         |    |    |    |    |    |    |
| 2001 | PS-PCP-PEV                 | PS-PCP-PEV                 | 36,3                       | 5                          | 8,9                        | 1                          | PS-PCP-PEV                 | PS-PCP-PEV                 | 46,1                       | 7                          |                            |                            | 4,7                        | -                          |            |            |         |         |    |    |    |    |    |    |
| 2005 | 24,2                       | 3                          | 25,5                       | 4                          | 4,3                        | -                          | 35,4                       | 5                          |                            |                            | 6,2                        | 1                          |                            |                            |            |            |         |         |    |    |    |    |    |    |
| 2009 | 25,6                       | 3                          | PSD-CDS                    | PSD-CDS                    | PSD-CDS                    | PSD-CDS                    | 40,8                       | 6                          | 25,8                       | 4                          | 4,9                        | -                          |                            |                            |            |            |         |         |    |    |    |    |    |    |
| 2013 | 23,8                       | 4                          | PSD-CDS                    | PSD-CDS                    | PSD-CDS                    | PSD-CDS                    | 46,1                       | 7                          | 16,6                       | 2                          | 3,6                        | -                          |                            |                            |            |            |         |         |    |    |    |    |    |    |
| 2017 | 22,6                       | 3                          | 13,4                       | 2                          | 9,1                        | 1                          | 44,8                       | 7                          |                            |                            | 5,3                        | -                          |                            |                            |            |            |         |         |    |    |    |    |    |    |
| 2021 | 18,3                       | 3                          | PSD-CDS                    | PSD-CDS                    | PSD-CDS                    | PSD-CDS                    | 45,5                       | 7                          | 20,1                       | 3                          | 4,5                        | -                          | 3,9                        | -                          | 3,8        | -          |         |         |    |    |    |    |    |    |
| 2025 |                            |                            |                            |                            |                            |                            |                            |                            |                            |                            |                            |                            |                            |                            |            |            |         |         |    |    |    |    |    |    |

## Património
- Núcleo histórico do Colégio Militar ou antigo  ou Palácio dos Condes de Mesquitela
- Convento de Santa Teresa de Jesus de Carnide
- Zona antiga de Carnide
- Quinta do Bom Nome ou Quinta do Sarmento ou Quinta das Mercês
- Igreja de Nossa Senhora da Luz (Carnide)
- Igreja de São Lourenço de Carnide

## Personalidades ilustres
- Visconde de Carnide e Conde de Carnide

## Comércio
- Centro Comercial Colombo

## Saúde
- Hospital da Luz (privado)

## Arruamentos

Ajustes, ocorridos em 2012, aos limites da freguesia de Carnide.

A freguesia de Carnide foi uma das mantidas aquando da reorganização administrativa da cidade de Lisboa, sofrendo apenas pequenos ajustes nos limites com as freguesias vizinhas.
A freguesia contém 162 arruamentos. São eles:
- Alameda Roentgen[nota 1]
- Avenida Cidade de Praga
- Avenida das Nações Unidas[nota 1]
- Avenida do Colégio Militar[nota 2]
- Avenida dos Condes de Carnide[nota 2]
- Avenida Eusébio da Silva Ferreira[nota 3]
- Avenida General Norton de Matos[nota 4]
- Avenida Lusíada[nota 5]
- Avenida Marechal Teixeira Rebelo[nota 2]
- Avenida Prof. Francisco da Gama Caeiro
- Azinhaga da Cova da Onça
- Azinhaga da Fonte
- Azinhaga da Luz
- Azinhaga da Torre do Fato[nota 1]
- Azinhaga das Carmelitas
- Azinhaga das Cerejeiras
- Azinhaga das Freiras
- Azinhaga do Serrado
- Azinhaga dos Cerejais
- Azinhaga dos Lameiros[nota 1]
- Beco da Mestra
- Beco do Norte
- Estrada da Circunvalação[nota 6]
- Estrada da Correia
- Estrada da Luz[nota 7]
- Estrada da Pontinha
- Estrada do Paço do Lumiar[nota 1]
- Estrada do Poço do Chão[nota 2]
- Jardim Adão Barata
- Jardim Bento Martins
- Largo da Luz
- Largo da Praça
- Largo da Revista Militar[nota 2]
- Largo das Pimenteiras
- Largo do Jogo da Bola
- Largo do Malvar
- Largo Francisco Smith
- Largo José João Farinha Jr.
- Largo José Veiga Simão
- Largo Miguel José Mendes
- Largo Padre Filipe Carreira Rosário
- Praça Cosme Damião[nota 7]
- Praça Rocha Martins
- Praça São Francisco de Assis
- Rua Adelaide Cabete
- Rua Adelaide Félix
- Rua Albert Einstein
- Rua Alfredo Ferraz
- Rua Álvaro Benamor
- Rua Ana de Castro Osório
- Rua António Champalimaud[nota 1]
- Rua Aristides de Sousa Mendes[nota 1]
- Rua Augusto Macedo
- Rua Aurélio Quintanilha
- Rua Carlos Alves
- Rua Carlos Morato Roma
- Rua Cesina Adães Bermudes
- Rua Conselheiro José Silvestre Ribeiro
- Rua Corino de Andrade
- Rua Cupertino de Miranda
- Rua D. António Francisco Marques
- Rua da Fonte
- Rua da Horta Nova
- Rua da Mestra
- Rua da Quinta das Camareiras
- Rua das Parreiras
- Rua de Barcelona
- Rua do Machado
- Rua do Norte
- Rua do Rio Águeda
- Rua do Rio Alcôa
- Rua do Rio Almansor
- Rua do Rio Alva
- Rua do Rio Alviela
- Rua do Rio Arade
- Rua do Rio Ave
- Rua do Rio Caia
- Rua do Rio Cávado
- Rua do Rio Ceira
- Rua do Rio Corgo
- Rua do Rio Coura
- Rua do Rio Dão
- Rua do Rio Douro
- Rua do Rio Guadiana
- Rua do Rio Laboreiro
- Rua do Rio Lena
- Rua do Rio Lima
- Rua do Rio Liz
- Rua do Rio Minho
- Rua do Rio Mira
- Rua do Rio Mondego
- Rua do Rio Ocreza
- Rua do Rio Paiva
- Rua do Rio Ponsul
- Rua do Rio Sabor
- Rua do Rio Sado
- Rua do Rio Sever
- Rua do Rio Sorraia
- Rua do Rio Tâmega
- Rua do Rio Távora
- Rua do Rio Tejo
- Rua do Rio Torgal
- Rua do Rio Tua
- Rua do Rio Vez
- Rua do Rio Vizela
- Rua do Rio Vouga
- Rua do Rio Zêzere[nota 1]
- Rua do Seminário
- Rua Domingos Rebelo
- Rua dos Táxis Palhinhas
- Rua Eduardo Viana
- Rua Engº Ferry Borges
- Rua Eugénio Salvador
- Rua Fernando Namora[nota 1]
- Rua Fernando Piteira Santos
- Rua Francisco Cortês Pinto
- Rua Galileu Galilei[nota 2]
- Rua General Henrique de Carvalho
- Rua Guiomar Torresão
- Rua Herculano Pimentel
- Rua João Morais Barbosa
- Rua Jorge Vieira
- Rua José Eduardo Gaspar Arruda
- Rua José Farinha
- Rua José Gamboa
- Rua José Maria Nicolau[nota 7]
- Rua Laura Ayres
- Rua Manuel Rodrigues da Silva
- Rua Manuela Porto
- Rua Maria Amélia Chaves
- Rua Maria Brown
- Rua Maria de Lourdes de Mello e Castro
- Rua Maria José Estanco[nota 1]
- Rua Maria Veleda
- Rua Mariana Vilar
- Rua Neves Costa
- Rua Padre Américo
- Rua Pires Jorge
- Rua Poeta Bocage[nota 1]
- Rua Prista Monteiro
- Rua Prof. Almeida Lima
- Rua Prof. Arsénio Nunes
- Rua Prof. Francisco Pereira de Moura
- Rua Prof. Jorge Campinos[nota 1]
- Rua Prof. Lindley Cintra
- Rua Prof. Luís da Cunha Gonçalves[nota 1]
- Rua Prof.ª Maria Leonor Buescu
- Rua Prof. Miller Guerra
- Rua Prof. Pais da Silva
- Rua Prof. Sedas Nunes
- Rua Prof. Tiago de Oliveira
- Rua Professor Fidelino de Figueiredo
- Rua Públia Hortênsia de Castro
- Rua Sidónio Serpa
- Rua Virgílio Martinho
- Rua Vítor Santos
- Travessa da Luz
- Travessa do Cascão
- Travessa do Jogo da Bola
- Travessa do Machado
- Travessa do Malvar
- Travessa do Pregoeiro